# Neobisium reductum
Neobisium reductum är en spindeldjursart som beskrevs av Volker Mahnert 1977. Neobisium reductum ingår i släktet Neobisium och familjen helplåtklokrypare. Inga underarter finns listade i Catalogue of Life.